# Surtr

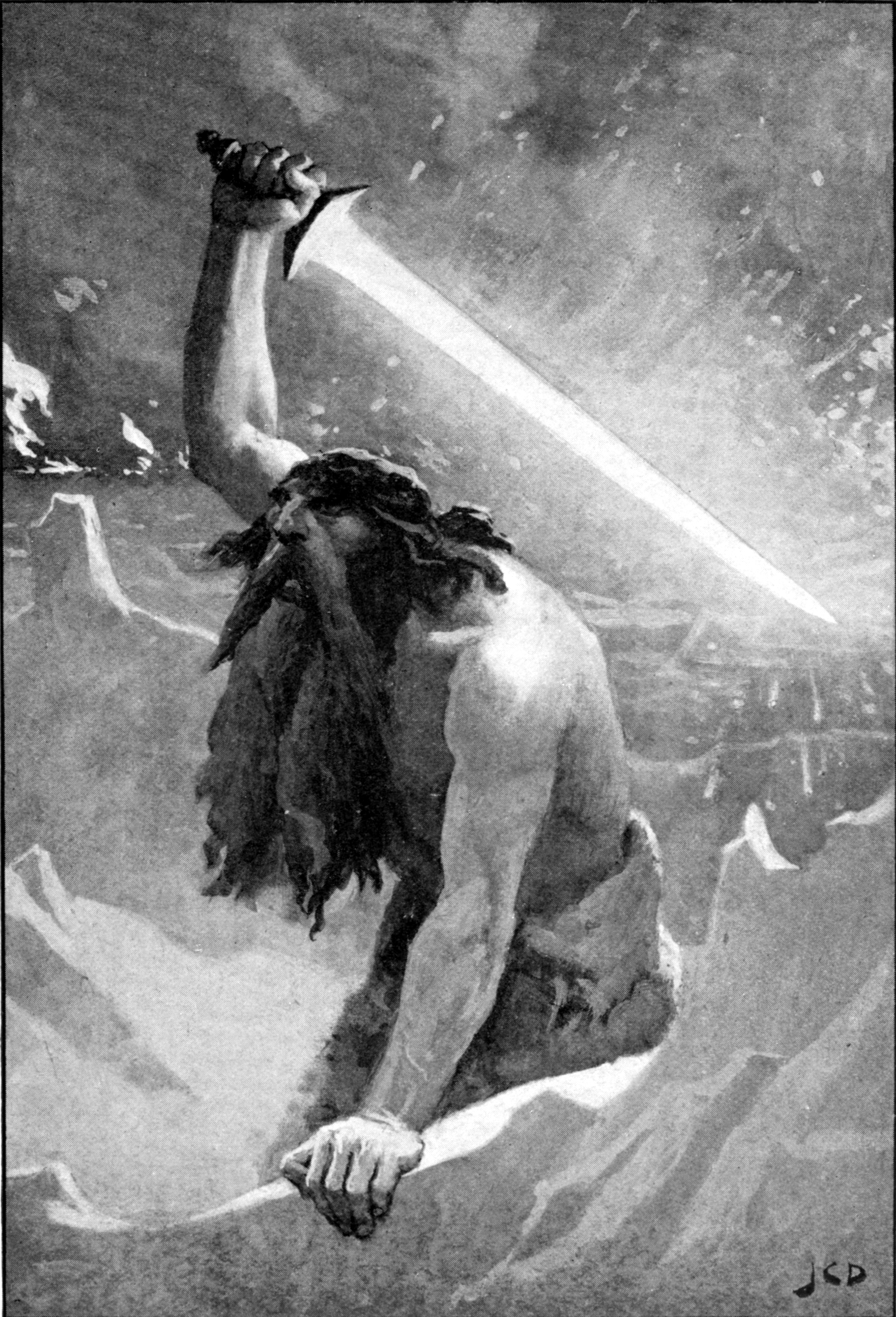
Surtr in una illustrazione di John Charles Dollman per Myths of the Norsemen from the Eddas and Sagas, 1909

Surtr (nome che significa "Il nero"; detto anche Surt, Surti o Surtur) è, nella mitologia norrena, uno dei "Figli di Múspell", un gigante del fuoco.

## Mitologia
Quando giungerà il Ragnarǫk, Surtr vi prenderà parte scontrandosi con il dio Freyr, uccidendolo dopo una dura lotta. Quindi, una volta che le forze dell'ordine e del caos si saranno annientate a vicenda, darà fuoco al mondo con la sua spada di fiamma, in modo da consumarlo interamente, e permetterne la rinascita; solo la coppia di umani composta da Líf e Lífþrasir scamperà a questo fuoco, rifugiandosi in una foresta, dopodiché ripopolerà la Terra.
Alcune fonti riferiscono, in modo molto oscuro, di come Surtr sia tormentato dal gallo Víðópnir, assieme alla gigantessa Sinmara, forse la sua consorte.

### Edda poetica
Surtr è nominato due volte nel poema, quando una vǫlva divulga informazioni al dio Odino. La profetessa dice che, durante il Ragnarǫk, Surtr giungerà dall'estremo sud, insieme alle fiamme, portando una spada molto luminosa.

### Edda in prosa
Surtr è menzionato nel Gylfaginning, dapprima nel capitolo 4 dal terzo degli Ægir, il quale racconta che Surtr la sua spada di fiamma stia a guardia di Múspellsheimr, l'ardente regno che si trova all'estremo sud del mondo.
Successivamente, riappare nel capitolo 51, dove si narra delle sue azioni durante gli eventi del Ragnarǫk.
A questi, si aggiungono tre brevi accenni di Surtr nei capitoli 18, 51 e 75.

## Influenza moderna

### Narrativa
J. R. R. Tolkien introduce nell'universo immaginario di Arda una figura fisicamente molto simile al Surtr norreno: il Flagello di Durin che lotta contro Gandalf nel regno sotterraneo dei nani è infatti descritto come "nero", con fiamme anch'esse nere, brandendo una spada infuocata che solo con la magia di Gandalf viene distrutta.
Similmente alle battaglie del Ragnarǫk dove non vi è nessun vincitore, lui e lo stregone periranno insieme, sebbene Gandalf risorga in seguito.
Nella saga letteraria Magnus Chase e gli dei di Asgard è il primo nemico di Magnus.

### Toponomastica
Surtshellir, un gruppo di tunnel vulcanici nell'ovest dell'Islanda fu chiamato Surtr. Surtsey (l'isola di Surtr) è un'isola vulcanica situata in un arcipelago a sud dell'Islanda. Surtur, un satellite naturale del pianeta Saturno, e Surt, un vulcano sulla luna di Giove.

### Nella cultura di massa

#### Fumetti
Nell'universo Marvel Comics, Surtur è uno dei nemici di Thor e Odino.
Quest'ultimo, dopo l'interruzione del ciclo "vita-Ragnarök", è costretto a combattere all'infinito contro Surtur: dopo la fine di ogni combattimento le ferite si rimarginano e i due devono ricominciare la lotta. 
Durante Fear Itself, Loki ha dovuto liberare Surtur in modo da usarlo per distruggere l'Asgard Oscura del Serpente, fratello di Odino. Surtur ora è tornato a Múspellsheimr e sta preparando la sua vendetta contro Asgard.

#### Videogiochi
Nel videogioco Shin Megami Tensei III: Nocturne compare come boss debole alle mosse di tipo ghiaccio, una volta sconfitto lo si potrà ottenere con la fusione dei demoni. 
Nel gioco Shin Megami Tensei: Persona 3, Surtr (nel gioco chiamato Surt) è il Persona finale dell'arcana del mago, ottenibile solamente dopo aver portato al livello massimo il social link del mago, rappresentato da Kenji Tomochika, compagno di classe del protagonista. Nel gioco Inazuma Eleven Go è Axel Blaze a poter evocare lo spirito guerriero Surtur, Gigante di Fuoco.
Surtr compare inoltre, in qualità di boss, nel videogioco Hellblade: Senua's Sacrifice, sviluppato da Ninja Theory. Una volta sconfitto unitamente a Valravn, permetterà alla protagonista l'accesso al ponte che conduce al regno di Hel.
Nel videogioco mobile Fire Emblem Heroes, sviluppato da Nintendo e Intelligent System, l'antagonista principale del secondo libro della storia principale è Surtr, re del Regno del Fuoco, il Mùspell.
In God of War Surtr appare in uno degli Altari Jötnar e Mímir ne narra le sue gesta a Kratos e Atreus. Inoltre una volta raggiunto il Muspellheim potrete intraprendere le Sfide di Surtr.
È inoltre presente in God of War Ragnarök dove contribuisce al Ragnarök. È interpretato da Anthony Tiran Todd e doppiato da Ennio Coltorti.
Nel videogioco mobile di miHoYo Honkai Impact 3rd è disponibile per il pg Murata Himeko la greatsword "Godslayer: Surtr" (arma top pick per la battlesuit Vermilion Knight: Eclipse), 
la descrizione della spada riporta "Clad in a suit of vermilion armor and wielding the ancient flames of annihilation, she reforged the blade in a new form. 
The massive blade shone with a crimson glow. The sonorous pounding served as a dirge. Surtr, the bane of the Aesirs, has returned.", un chiaro riferimento alla spada di fuoco di Surtr.
Nel videogioco mobile spinoff Fate/Grand Order Surtr compare come boss nella parte 2 della storia, nella seconda Lostbelt: Götterdämmerung.
È rappresentato come un gigante composto di fuoco e magma, avente una terribile spada fiammeggiante e il cui potere era responsabile di aver fatto sparire quasi tutti gli dei e umani nel "Broken Ragnarök" che è accaduto nel mondo parallelo della Lostbelt.
Durante la storia nel gioco, il giocatore e i suoi compagni scoprono l'esistenza e la storia di questo Surtr alternativo quando egli riprende il controllo del suo corpo dopo aver liberato la sua anima, che aveva legato al corpo del Servant Sigurd, e esser riuscito a rompere la runa, posta da Odino stesso, che aveva intrappolato il suo corpo nel sole.
Nel videogioco mobile tower defense Arknights compare un operatore chiamato Surtr, che, brandendo una spada di fuoco, riesce a sferrare potenti attacchi, anche grazie all'ausilio di un essere spirituale a lei legato.
Nell'espansione del videogioco del 2020 Assassin's Creed: Valhalla L'alba del Ragnarök, distribuita il 10 marzo 2022, tra i personaggi principali compare Surtr. Inoltre, per la stessa espansione viene distribuita la canzone Surtr, scritta ed interpretata dal cantante norvegese Einar Selvik.

#### Anime
Nella serie Digimon Xros Wars, Surtr è lo spirito rosso lucente della spalla destra del Death General Olegmon. Insieme a Surtr, nella spalla sinistra, risiede Jormungandr, lo spirito blu oscuro.
Surtr nell'anime parla spesso inglese e colpisce gli avversari su desiderio di Olegmon.

#### Musica
Il gruppo death metal svedese Amon Amarth ha inciso un album il cui titolo contiene il nome di Surtr, Surtur Rising (letteralmente: L'ascesa di Surtur).
La 3° traccia dell'omonimo album Destroyer of the Universe narra della vicenda di Surt durante Ragnarok e di come egli distrusse il mondo dopo aver ucciso Freyr.